# Стадіон «Ворскла» імені Олексія Бутовського
Стадіон «Ворскла» імені Олексія Бутовського — стадіон у місті Полтава, відкритий у 1951 році. Споруджений на території колишнього Полтавського іподрому. Зазнав двох реконструкцій у 1968–1974 (вміщував 30 000 глядачів) та 1995–2000 роках. Вміщує 24 795 глядачів. Є домашнім стадіоном ФК «Ворскла».

## Історія

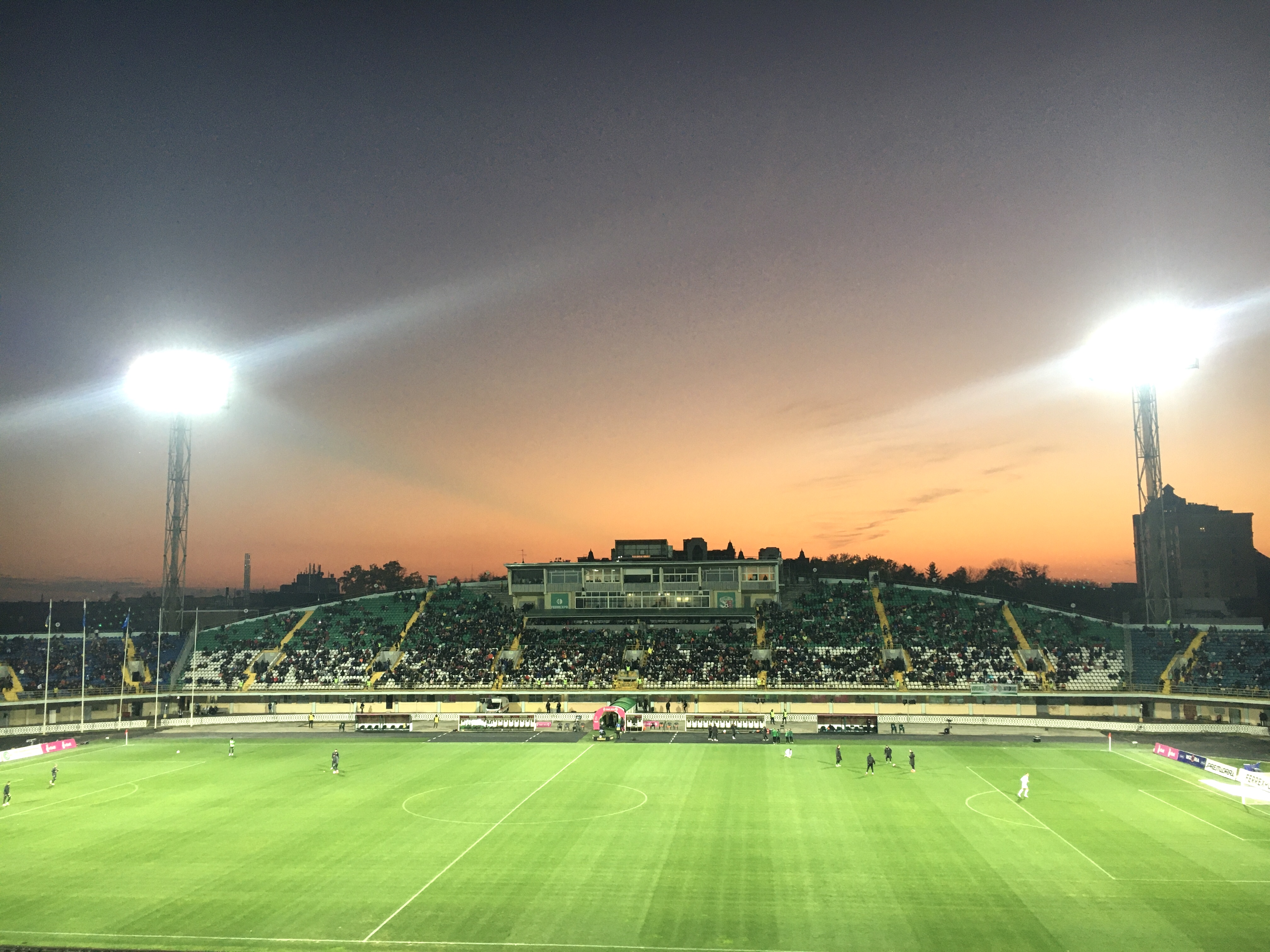
Вигляд з трибун 2021

Попередні назви: «Урожай» (1951—1956), «Колгоспник» (1956—1963), «Колос» (1963—1990), «Ворскла» (1990—2008). Сучасної назви стадіон набув у червні 2008 року, коли йому додали ім'я одного з засновників Міжнародного олімпійського комітету Олексія Бутовського
У травні 1913 на місці стадіону з’явився спортивний майданчик.
1951 відкрито стадіон «Урожай»
1957 після  реконструкції та відкриття західної та східної трибун місткість становила 17 000 глядачів.
1968 почалася чергова реконструкція яка тривала 6 років після якої кількість глядачів зросла до 30 000
12 липня 1974 року на стадіоні відбувалося святкування з нагоди 800-річчя міста.
1995 розпочалася масштабна реконструкція із заміною поля, роздягалень, підтрибунних приміщень та офісу клубу.
29 вересня 1996 під час переможного матчу 4:3 проти київського Динамо на грі були присутні понад 28 000 вболівальників.
1997 встановлено систему електропідгріву поля, проведено заміну дерев’яних лав на пластикові сидіння, введення в дію VIP-трибуни та інформаційного центру. Відкрито ресторан «Ворскла»
15 липня 2008 року на стадіоні було розіграно Суперкубок України з футболу, володарем якого став донецький «Шахтар», який переміг київське «Динамо» у серії післяматчевих пенальті з рахунком 5:3..
Через 3 роки, 5 липня 2011 року на стадіоні ще раз був проведений матч Суперкубок України, у якому знову зійшлись «Шахтар» та «Динамо». Цього разу перемога дісталась киянам, які перемогли з рахунком 3-1.
13 травня 2014 року, за два дні до фіналу Кубка України, ФФУ ухвалила рішення про його проведення на стадіоні «Ворскла», остаточно підтверджене 14 травня. Фінальний матч відбувся 15 травня. Зважаючи на запізнілий продаж квитків трибуни заповнилися менше, ніж наполовину. Переможцем стали «динамівці», які в основний час виграли у донецького «Шахтаря» з рахунком 2:1.
Влітку 2018 року, в рамках підготовки до групового етапу Ліга Європи на стадіоні було оновлено систему освітлення та встановлено турнікети на вході.

## Визначні матчі

### Молодіжна збірна України
| Дата       |    | Господарі | Гості    | Рахунок | Голи       |
| ---------- | -- | --------- | -------- | ------- | ---------- |
| 11-11-2016 | ТМ | Україна   | Білорусь | 1-0     | А. Борячук |

### Фінал кубку України
| Дата       | Переможець    | Фіналіст         | Рахунок | Голи                                |
| ---------- | ------------- | ---------------- | ------- | ----------------------------------- |
| 15-05-2014 | Динамо (Київ) | Шахтар (Донецьк) | 2-1     | Кучер 40' (а), Віда 42' - Коста 56' |

### Суперкубок України
| Дата       | Переможець       | Фіналіст         | Рахунок       | Голи                                                        |
| ---------- | ---------------- | ---------------- | ------------- | ----------------------------------------------------------- |
| 15-07-2008 | Шахтар (Донецьк) | Динамо (Київ)    | 1-1, пен. 5-3 | Чигринський 38' - Мілевський 6'                             |
| 05-07-2011 | Динамо (Київ)    | Шахтар (Донецьк) | 3-1           | Гусєв 5' (п), Діакате 32', Мілевський 83' - Фернандінью 14' |

## Галерея

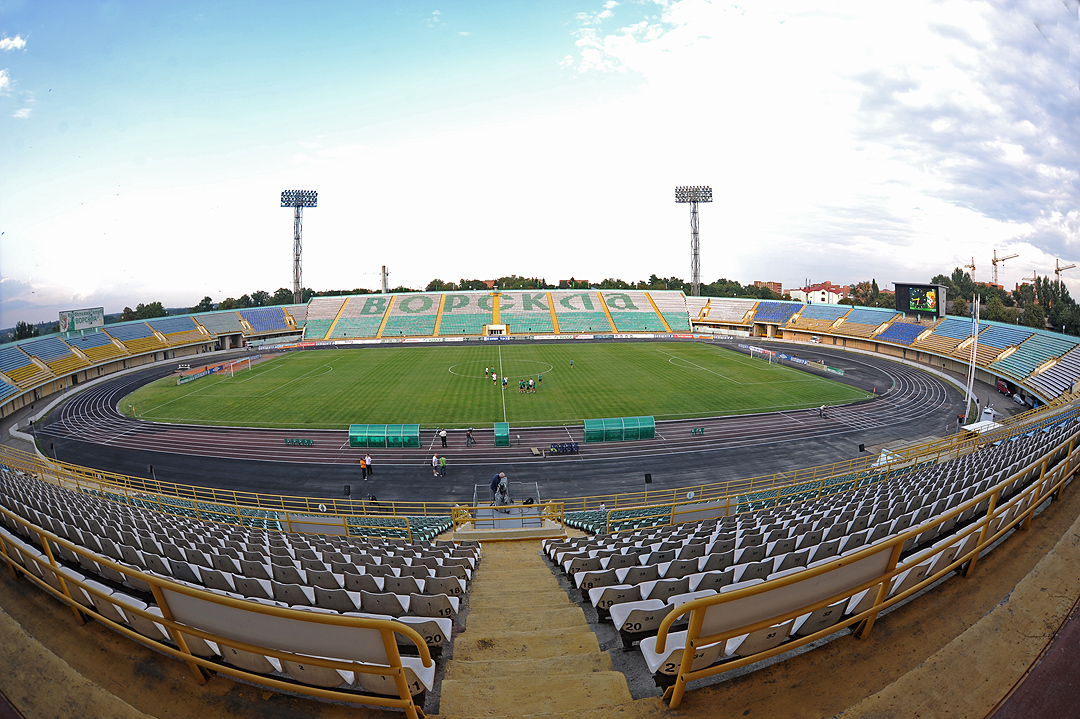
Панорамна зйомка (2009)
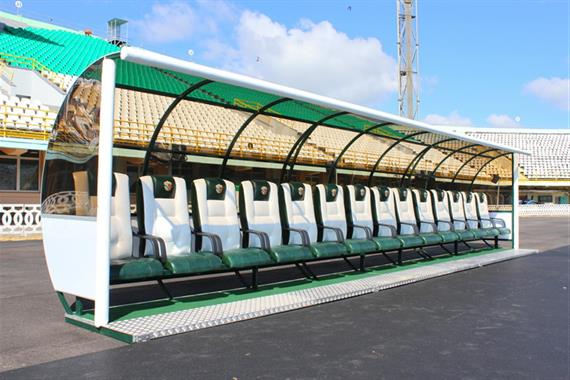
Лава запасних стадіону (2013)
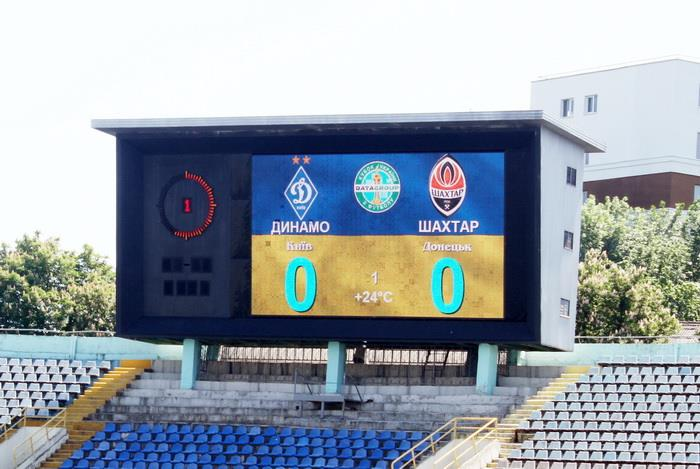
Табло стадіону перед початком фіналу кубка України 2014 року
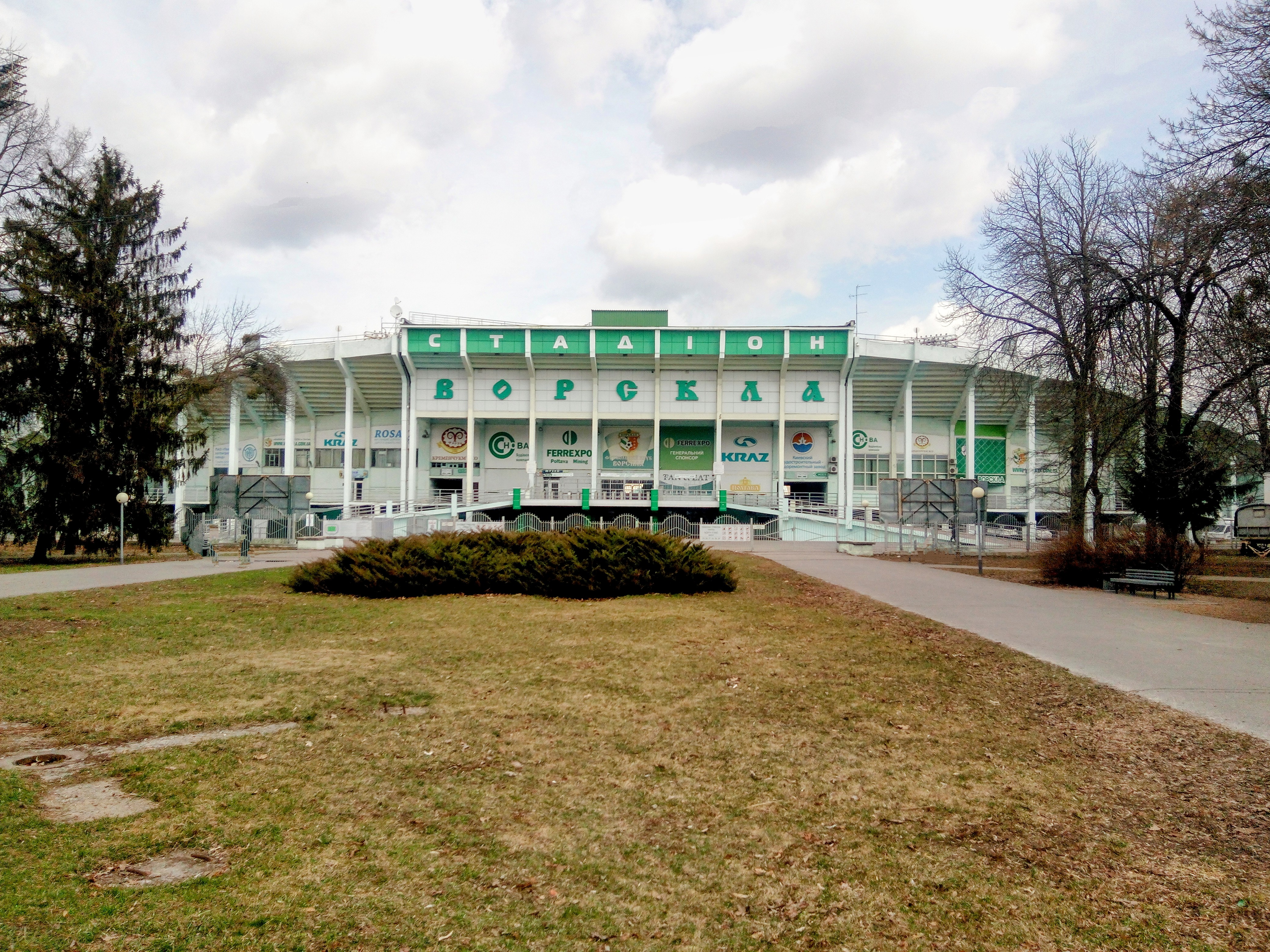
Вид стадіону ззовні (2021)